# Heinz Kittner

Gipfelbucheintrag von Heinz Kittner

Heinz Kittner (* 14. Oktober 1928 in Radeberg; † 11. Januar 2012 in Sebnitz) war ein Bergsteiger aus Radeberg in Sachsen.

## Leben
Kittner bestieg in 60 Jahren genau 12.000 Gipfel, darunter alle Gipfel in der Sächsischen Schweiz. Er hinterließ seinen Namen in mehr als 1300 Gipfelbüchern der DDR und bestieg alle 13 über 2500 Meter hohen Gipfel der Karpaten in Rumänien.
Einen wichtigen Beitrag zur Sicherheit beim Klettern leistete er in den 1950er Jahren, als er mit einer Reihe weiterer Bergsteiger den Radeberger Haken entwickelte, der bei der Rettung Verunglückter bis heute eingesetzt wird.